# Verzorgingsplaats Sandelingen
Verzorgingsplaats Sandelingen, aan de Nederlandse snelweg A16, bestaat uit Sandelingen-Oost (Breda-Rotterdam) en Sandelingen-West (Rotterdam-Breda) en is gelegen nabij Hendrik-Ido-Ambacht. De verzorgingsplaatsen zijn geïntegreerd in afrit 23 en vanuit hier te bereiken.
De naam Sandelingen is ontleend aan de voormalige gemeente Sandelingen-Ambacht, die in 1855 bij de gemeente Hendrik-Ido-Schildmanskinderen-Ambacht en de Oostendam werd gevoegd, waaruit de huidige gemeente Hendrik-Ido-Ambacht (volledige naam Hendrik-Ido-Oostendam-Schildmanskinderen-Groot-en-Klein-Sandelingen-Ambacht) is ontstaan. Ter hoogte van afrit 23 en de verzorgingsplaatsen ligt een industrieterrein met de naam De Sandeling.
Beide verzorgingsplaatsen beschikten over een tankstation en een restaurant. Bij Sandelingen-West ligt een McDonald's-restaurant, bij Sandelingen-Oost lag tot 2020 een restaurant van La Place (tot 2017 AC Restaurants), die sindsdien gesloten is. Via een voetgangersbrug over de A16 waren beide verzorgingsplaatsen bereikbaar, maar door de sluiting van het La Place restaurant niet langer sinds 2020.
Richting Antwerpen:
Sandelingen-West · 
De Zuidpunt · 
Den Hoek · 
Hazeldonk-West
Richting Rotterdam:
Hazeldonk-Oost · 
Streepland · 
Sandelingen-Oost